# Takoyaki
Takoyaki (たこ焼き sau 蛸焼?) este o gustare japoneză de formă sferică făcută dintr-un aluat pe bază de făină de grâu și coaptă într-o tavă cu forme speciale. Aceste bile sunt de obicei umplute cu carne de caracatiță (tako) tocată sau tăiată cubulețe, resturi de aluat tempura (tenkasu), ghimbir murat și ceapă verde. Takoyaki sunt unse cu sos takoyaki (similar cu sosul Worcestershire) și maioneză, iar apoi presărate cu alge uscate (aonori) și fulgi de pălămidă uscată. Există mai multe variațiuni de la această rețetă de takoyaki, care conțin ponzu (sos de soia cu dashi și oțet de citrice), goma-dare (sos de susan și oțet) sau dashi cu oțet.
Yaki este derivat din yaku (焼く?), care este una dintre metodele de a găti în bucătăria japoneză, însemnând „a prăji în tigaie sau pe grătar”, și poate fi recunoscut în alte denumiri de preparate din bucătăria japoneză, precum okonomiyaki și ikayaki (alte feluri de mâncare celebre specifice zonei Osaka).

## Istoric
Takoyaki a devenit popular prima dată în Osaka, unde Tomekichi Endo, un proprietar de stand stradal cu mâncare, este creditat pentru această invenție în 1935. Takoyaki a fost inspirat de akashiyaki, o gălușcă mică, rotundă din orașul Akashi în prefectura Hyōgo făcută dintr-un aluat cu ouă și caracatiță. Takoyaki a fost inițial popular în regiunea Kansai, iar mai târziu s-a răspândit în regiunea Kanto și alte zone ale Japoniei. Takoyaki este asociat cu standurile cu manâcare pe stradă yatai, dar există și multe restaurante specializate în takoyaki, în special în regiunea Kansai. Takoyaki este acum vândut în magazinele comerciale, cum ar fi supermarket-uri și magazine deschise non-stop.
De asemenea, este foarte popular în bucătăria taiwaneză, mai ales datorită infuenței istorice a culturii japoneze.

## Tava takoyaki

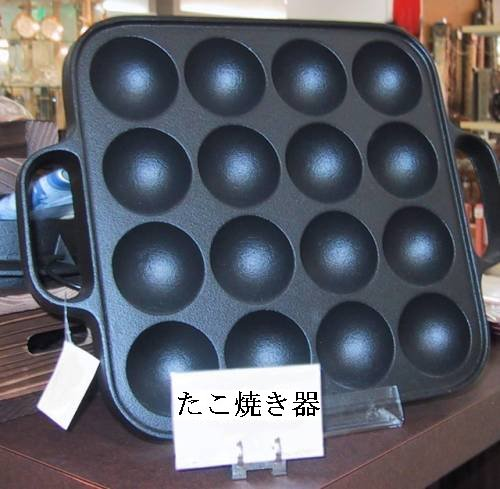
Tavă takoyaki cu 16 matrițe

O tavă takoyaki (たこ焼き器 takoyaki-ki) sau—mult mai rar— (たこ焼き鍋 takoyaki-nabe?) este de obicei o tavă realizată din fontă cu matrițe de jumătăți de sferă. Fonta încălzește uniform bilele de takoyaki, care sunt întoarse cu o scobitoare timpul procesului de gătire pentru a expune aluatul crud la baza matrițelor. Mașini de gătit comerciale, pe bază de gaz, sunt folosite la festivaluri japoneze sau de vânzătorii ambulanți. Pentru uz casnic, versiuni electrice ale acestor tăvi seamănă cu plite de gătit, iar versiuni care sunt încălzite pe aragaz sunt de asemenea disponibile.

## Galerie de imagini

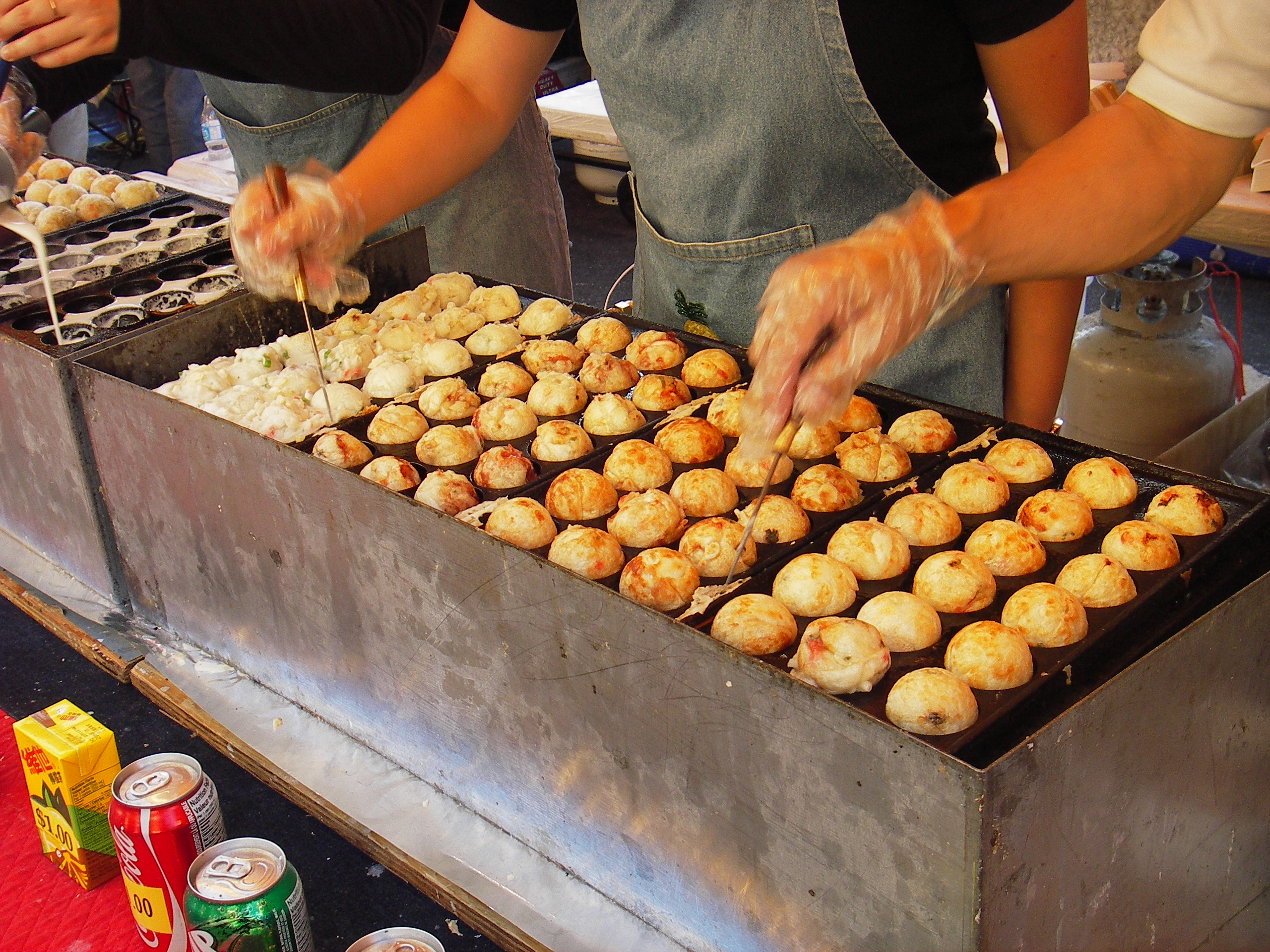
Gătind takoyaki
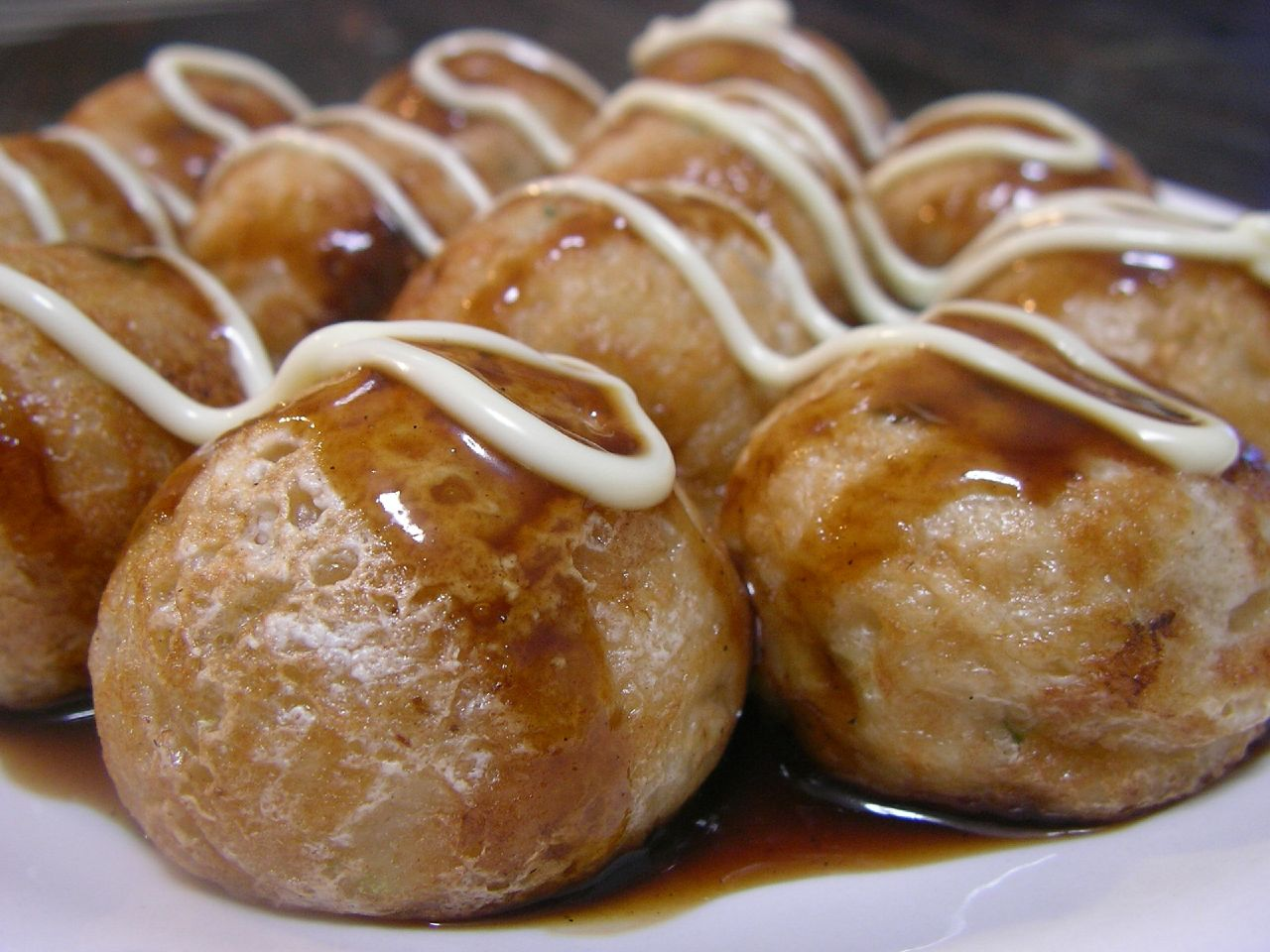
Takoyaki servit cu sos Worcester și maioneză
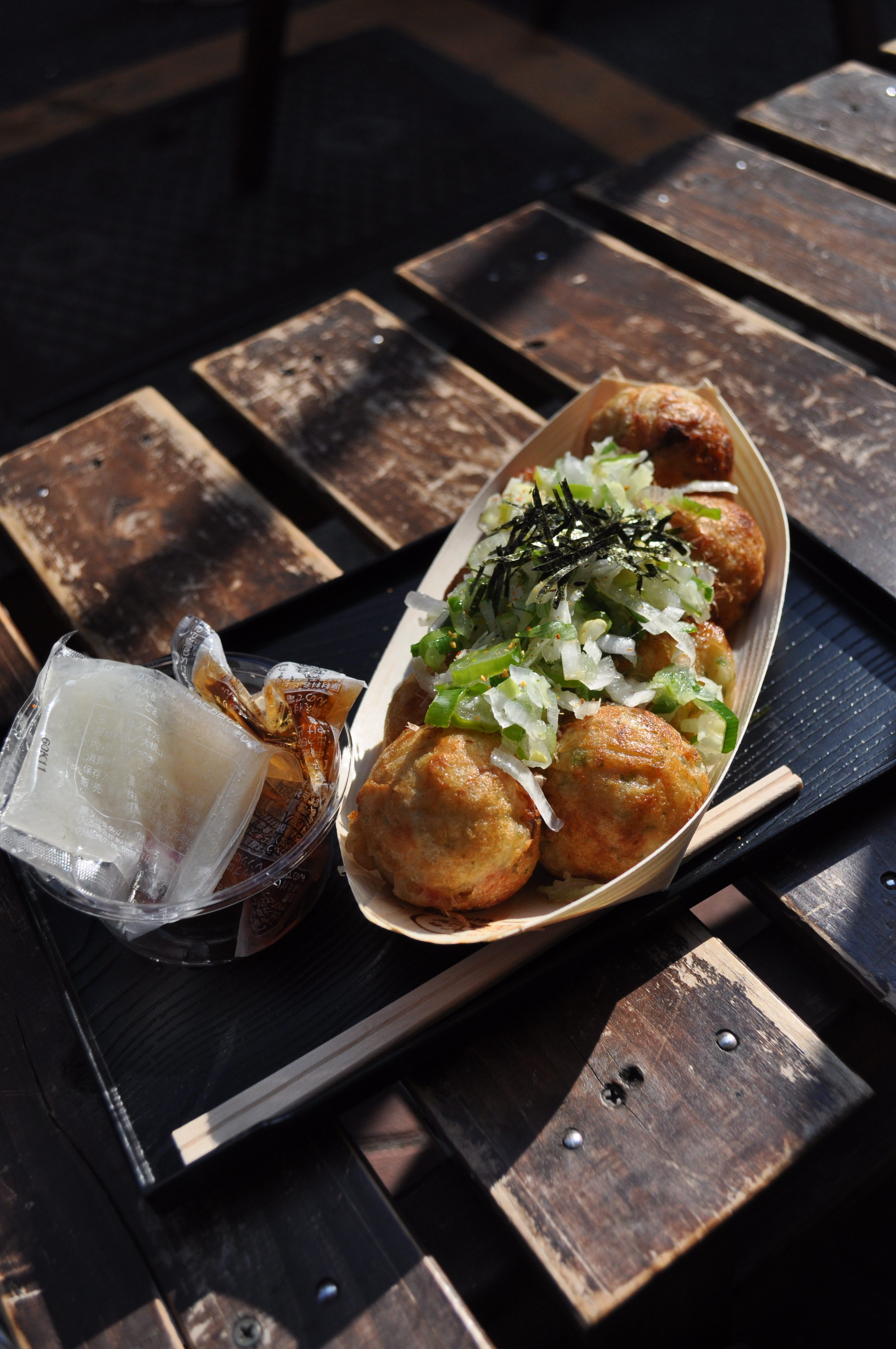
Takoyaki servit cu daikon ras și tsuyu
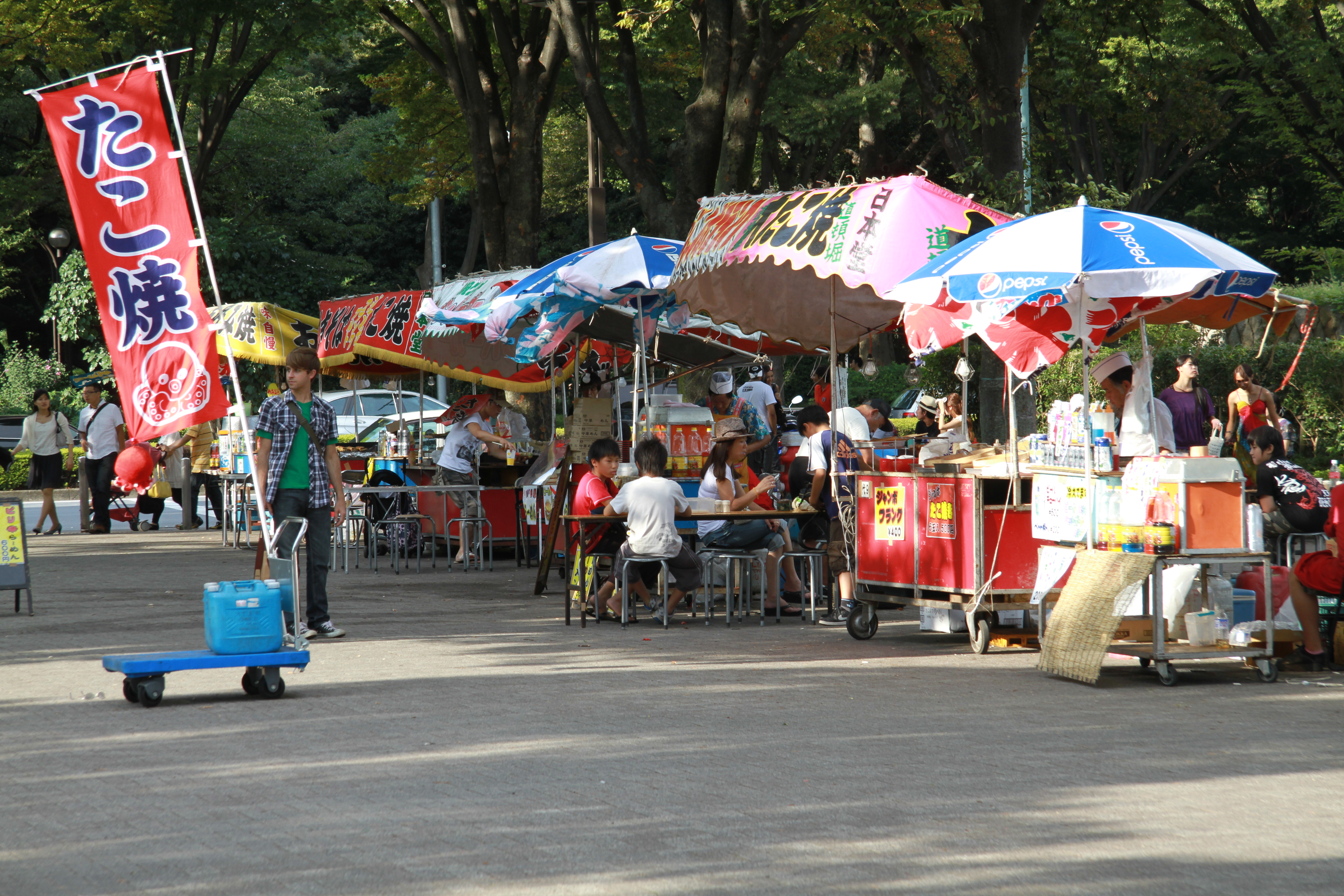
Yatai takoyaki în Yoyogi Park, Tokyo
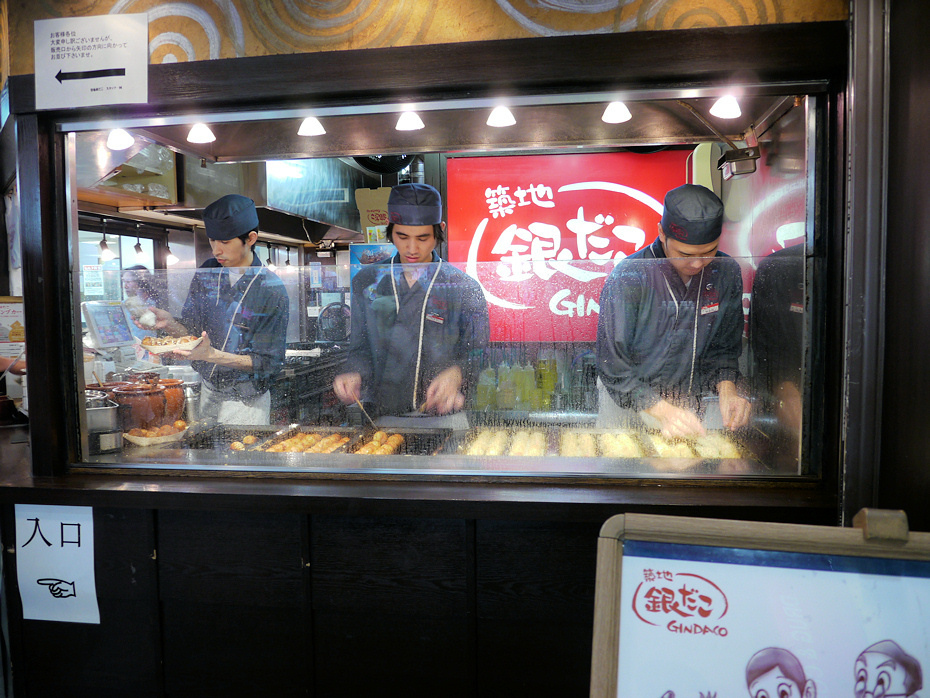
Bucătărie dintr-un magazin